# Callospermophilus saturatus
La ardilla de manto de las Cascadas (Callospermophilus saturatus) es una especie de mamífero esciuromorfo de la familia Sciuridae.

## Distribución geográfica
Se encuentran en la Cordillera de las Cascadas en la Columbia Británica, Canadá y el estado de Washington, en los Estados Unidos

## Morfología
De mayor tamaño que sus contrapartes C. madrensis y C. lateralis, C. saturatus tiene un color rojizo vago que delinea su cabeza y hombros y recorre todo su cuerpo (al menos 286 mm). Es la especie más grande de las tres dentro del género Callospermophilus.

## Distribución
C. saturatus se encuentra en el noroeste de los Estados Unidos, al norte del río Columbia, al sur del río Tulameen en la Columbia Británica y al oeste del río Similkameen. C. saturatus está aislada de su especie hermana S. lateralis por el río Columbia; Su diferenciación se debe probablemente a la especiación alopátrica